# Super League 2014
La Super League de 2014 fue la 120.ª temporada del rugby league de Inglaterra y la decimonovena edición con la denominación de Super League, es el torneo de rugby league más importante de Inglaterra.

## Formato
Los equipos se enfrentaron en formato de todos contra todos, los primeros ocho clasificados disputaron la postemporada.
Se otorgaron 2 puntos por cada victoria, 1 por el empate y 0 por la derrota.

## Desarrollo

### Tabla de posiciones
| Pos. | Equipo               | Encuentros | Encuentros | Encuentros | Encuentros | Tantos | Tantos | Tantos | Puntos |
| Pos. | Equipo               | PJ         | PG         | PE         | PP         | F      | C      | Dif.   | Puntos |
| ---- | -------------------- | ---------- | ---------- | ---------- | ---------- | ------ | ------ | ------ | ------ |
| 1    | St. Helens           | 27         | 19         | 0          | 8          | 796    | 563    | +233   | 38     |
| 2    | Wigan Warriors       | 27         | 18         | 1          | 8          | 834    | 429    | +405   | 37     |
| 3    | Huddersfield Giants  | 27         | 17         | 3          | 7          | 785    | 626    | +159   | 37     |
| 4    | Castleford Tigers    | 27         | 17         | 2          | 8          | 814    | 583    | +231   | 36     |
| 5    | Warrington Wolves    | 27         | 17         | 1          | 9          | 793    | 515    | +278   | 35     |
| 6    | Leeds Rhinos         | 27         | 15         | 2          | 10         | 685    | 421    | +264   | 32     |
| 7    | Dragons Catalans     | 27         | 14         | 1          | 12         | 733    | 667    | +66    | 29     |
| 8    | Widnes Vikings       | 27         | 13         | 1          | 13         | 611    | 725    | −114   | 27     |
| 9    | Hull Kingston Rovers | 27         | 10         | 3          | 14         | 627    | 665    | −38    | 23     |
| 10   | Salford Red Devils   | 27         | 11         | 1          | 15         | 608    | 695    | −87    | 23     |
| 11   | Hull FC              | 27         | 10         | 2          | 15         | 653    | 586    | +67    | 22     |
| 12   | Wakefield Trinity    | 27         | 10         | 1          | 16         | 557    | 750    | −193   | 21     |
| 13   | Bradford Bulls       | 27         | 8          | 0          | 19         | 512    | 984    | −472   | 10     |
| 14   | London Broncos       | 27         | 1          | 0          | 26         | 438    | 1237   | −799   | 2      |

|  | Clasificados a postemporada. |

### Postemporada

#### Finales de clasificación
| 18 de septiembre | Wigan Warriors | 57 - 4 | Huddersfield Giants |  |  |

| 19 de septiembre | St Helens RFC | 41 - 0 | Castleford Tigers |  |  |

#### Finales de eliminación
| 20 de septiembre | Warrington Wolves | 22 - 19 | Widnes Vikings |  |  |

| 20 de septiembre | Leeds Rhinos | 20 - 24 | Catalans Dragons |  |  |

#### Semifinales preliminares
| 25 de septiembre | Castleford Tigers | 14 - 30 | Warrington Wolves |  |  |

| 26 de septiembre | Huddersfield Giants | 16 - 18 | Catalans Dragons |  |  |

#### Semifinales
| 2 de octubre | St Helens RFC | 30 - 12 | Catalans Dragons |  |  |

| 3 de octubre | Wigan Warriors | 16 - 12 | Warrington Wolves |  |  |

#### Final
| 11 de octubre | St Helens RFC | 30 - 6 | Wigan Warriors | Old Trafford, Mánchester        |  |
|               |               |        |                | Asistencia: 70.102 espectadores |  |

| Bandera de Inglaterra |
| Campeón St. Helens    |
| Décimo tercer título  |